# George Clinton (cantante)
George Clinton (Kannapolis, 22 luglio 1941) è un cantante e produttore discografico statunitense,  ampiamente considerato come uno dei precursori e dei maggiori nomi del funk. 
È stato il leader dei Parliament e dei Funkadelic nel corso degli anni settanta e nei primi anni ottanta, avviando la propria carriera come solista nel 1981. È stato soprannominato "Il Primo Ministro del Funk" in qualità di frontman dei Parliament, ma anche "Il Re del Funk Interplanetario".

## Biografia
George Clinton nasce a Kannapolis nella Carolina del Nord, cresce a Plainfield nel New Jersey, e attualmente risiede a Tallahassee in Florida. A Plainfield era il proprietario di un negozio di barbiere, dove si occupava anche di lisciare i capelli crespi per le persone di colore, ma presto fondò un complesso Doo Wop chiamato The Parliaments, che si ispirava a Frankie Lymon & the Teenagers. Per un certo periodo negli anni sessanta Clinton collaborò come autore scrivendo brani per la celebre etichetta della Motown. Nonostante gli inizi difficili in fatto di vendite, i Parliaments riuscirono a ottenere successo con (I Wanna) Testify (1967). Tuttavia, la Revilot Records di Detroit nella quale erano scritturati era in difficoltà economiche e ciò spinse Clinton a rinominare la band Funkadelic nel 1968. I Parliament/Funkadelic divennero i due complessi di maggiore successo fra i numerosi appartenenti al cosiddetto filone P-Funk inventato dallo stesso Clinton e diversi loro album e singoli riuscirono a raggiungere buoni piazzamenti di classifica.
A partire dall'inizio dei primi anni ottanta Clinton incise diversi album nominalmente come solista, benché tutti i dischi presentassero la partecipazione di altri artisti chiave del P-Funk. La scelta di registrare questi lavori a suo nome fu dovuta principalmente a controversie legali in merito alle complesse vicende sul copyright e il trademark del nome "Parliament" e all'acquisto della Casablanca Records, la sua precedente etichetta come membro dei Parliament, da parte della Polygram.
Nel 1982 Clinton firmò per la Capitol Records in qualità di solista e come P.Funk All-Stars realizzò Computer Games. Il singolo "Loopzilla" raggiunse la Top 20 della classifica R&B, seguito da "Atomic Dog" che colse addirittura la posizione numero 1 per l'R&B, ma toccò solo la numero 101 in quella pop.
Nei quattro anni successivi pubblicò altri tre album (You Shouldn't-Nuf Bit Fish, Some of My Best Jokes Are Friends and R&B Skeletons in the Closet) assieme a un disco dal vivo, Mothership Connection (Live from the Summit, Houston, Texas) e mandò i tre singoli "Nubian Nut" "Last Dance" e "Do Fries Go with that Shake" nella Top 30 R&B. Nel 1985 venne inoltre scelto per curare la produzione dell'album Freaky Styley dei Red Hot Chili Peppers, i cui componenti erano grandi ammiratori di George Clinton e del funk in generale.
Questa fase della carriera fu danneggiata da numerose vicende legali, causate da complesse questioni relative a royalty e copyright che si tradussero in gravi problemi economici.
Benché la sua popolarità si fosse quasi estinta dopo la metà degli anni ottanta, George Clinton conobbe una specie di resurrezione artistica all'inizio degli anni novanta, quando molti rapper lo indicarono come fonte d'ispirazione e iniziarono a campionare i suoi brani. È considerato uno dei musicisti più campionati in assoluto dopo James Brown. 
Clinton permette ai suoi spettatori durante i live di registrare il concerto, a condizione che la registrazione sia per uso personale e non abbia fini di lucro.
Nel 1989 Clinton pubblicò The Cinderella Theory presso la Paisley Park, la casa discografica di Prince, seguito nel 1993 da Hey Man, Smell My Finger; firmò quindi con la Sony 550 e, dopo aver riunito diversi precedenti componenti di Parliament e Funkadelic, fece uscire T.A.P.O.A.F.O.M. (The Awesome Power Of A Fully Operational Mothership) nel 1996.
Sempre nel corso degli anni novanta è apparso in alcuni film tra cui Graffiti Bridge (1990), Good Burger (1997) e PCU (1994). Ha prestato la voce per The Funktipus, il DJ della stazione radio funk Bounce FM nel videogame Grand Theft Auto: San Andreas del 2004, che inoltre annoverava il pezzo Loopzilla nella colonna sonora.
Il rapper e produttore discografico Dr. Dre ha campionato numerose parti strumentali dei brani di Clinton rendendolo un classico delle sonorità del G-funk. Ha anche collaborato in prima persona con rapper celebri come Tupac Shakur nel pezzo "Can't c me" contenuto nell'album All Eyez On Me, gli Outkast in "Synthesizer" dal disco Aquemini, Redman per "J.U.M.P." da Malpractice, Ice Cube per "Bop Gun (One Nation)" da "Lethal Injection" e con la poetessa e musicista americana Erzsebet Beck per "Despite The Rain" e con il rapper Kendrick Lamar nel brano "Wesley's Theory" contenuto nel disco To Pimp A Butterfly.

## Problemi con gli stupefacenti
Il 6 dicembre 2003 Clinton fu accusato e arrestato presso Tallahassee in Florida per il reato di detenzione di stupefacenti (cocaina) e possesso di strumenti per facilitarne il consumo, venendo rilasciato su cauzione. Due settimane dopo, fece la sua prima apparizione pubblica dopo l'arresto, esibendosi con il gruppo rock dei Phish a Miami. L'11 agosto 2004 si è risolto con un "no contest" nei confronti dei reati minori mentre l'accusa di possesso di stupefacenti è stata ritirata.

## Discografia
- 1982 - Computer Games (Capitol Records)
- 1983 - You Shouldn't-Nuf Bit Fish (Warner Bros.)
- 1985 - Some of My Best Jokes Are Friends (Capitol Records)
- 1985 - Freaky Styley (con Red Hot Chili Peppers)
- 1986 - R&B Skeletons in the Closet (Capitol Records)
- 1989 - The Cinderella Theory (Paisley Park Records)
- 1993 - Hey Man, Smell My Finger (Paisley Park Records)
- 1993 - Sample Some of Disc - Sample Some of D.A.T. (A&M Records)
- 1996 - Testing Positive (A&M Records)
- 2005 - How Late Do U Have 2BB4UR Absent? (The C Kunspyruhzy)